# Twin Sisters
Pour plus de détails, voir Fiche technique et Distribution.
Twin Sisters (De tweeling) est un film néerlandais réalisé par Ben Sombogaart, sorti en 2002. Le film fut nommé à l'Oscar du meilleur film en langue étrangère.

## Fiche technique
- Titre : Twin Sisters
- Titre québécois : Les Sœurs jumelles
- Titre original : De tweeling
- Réalisation : Ben Sombogaart
- Scénario : Marieke van der Pol d'après le roman de Tessa de Loo
- Production : Hanneke Niens, Anton Smit, Jani Thiltges et Madelon Veldhuizen
- Musique : Fons Merkies
- Pays d'origine : Pays-Bas et Luxembourg
- Genre : Drame et guerre
- Durée : 137 minutes
- Date de sortie :  2002

## Distribution
- Ellen Vogel : Lotte adulte
- Gudrun Okras : Anna adulte
- Thekla Reuten : Lotte jeune
- Nadja Uhl : Anna jeune
- Julia Koopmans : Lotte enfant
- Sina Richardt : Anna enfant
- Margarita Broich : Martha
- Ingo Naujoks : oncle Heinrich Bamberg
- Barbara Auer : Charlotte
- Jeroen Spitzenberger : David
- Hans Somers : Bram
- Hans Trentelman : Meneer De Vries
- Marieke van Leeuwen : Mevrouw De Vries
- Katrin Pollitt : Mme. Stolz
- Jean-Paul Maes : M. Stolz
- Markus von Lingen : Bernd
- Germain Wagner : le pasteur Jacobsmeyer
- Marco Lorenzini : Vader Grosalie
- Jan Horsburgh : Moeder Grosalie
- Pia Röver : Hannele
- Monique Reuter : Liesl